# 乌莎斯
乌莎斯（उषः；），梵語中曙光、黎明之意，吠陀教時代登場的提毗神祇（乌莎斯有時亦會被想像成多個複數體存在），梨俱吠陀1028首讚美詩中就有20首是獻給她的。她是天父神特尤斯的女兒，以漂亮性感打扮的形象騎乘著戰車出現。乌莎斯是-s字尾，即是說其屬格變格是，這是原於原始印歐語的Hausos，與希臘語的Ηως（厄俄斯，或羅馬對應的Aurora）是同源詞，三者都是象徵曙光與光芒的女神之名字。